# Diego Rojas Ramírez
Diego Rojas Ramírez (Xile, 3 de juny de 2002) és un jugador d'hoquei patins xilè que juga com a defensa/mig al Reus Deportiu.
Va començar a jugar a hoquei patins amb cinc anys com a activitat extraescolar. Format en l'entorn de l'escola de la Universidad Católica de Chile jugava per l'equip Salesiano de Macul les temporades 2017/2018 i 2018/2019. Aquell any fou convocat per la Selecció masculina d'hoquei patins de Xile per disputar el mundial d'hoquei patins a Barcelona sub-19. Després de disputar un torneig on va marcar 6 gols va aconseguir cridar l'atenció del director esportiu del Reus que el va fitxar per la següent temporada.
A Reus va començar a militar en el planter però ràpid es va incorporar en la dinàmica del primer equip. Paral·lelament ha disputat els mundials del 2022 a Argentina i 2024 a Novara per la Selecció Nacional on s'ha establert com a peça clau dins del conjunt Xilè.